# Dimorphocoma
Dimorphocoma es un género monotípico de plantas herbáceas, perteneciente a la familia Asteraceae. Su única especie: Dimorphocoma minutula,  se encuentra en Australia.

## Taxonomía
Dimorphocoma minutula fue descrita por F.Muell. & Tate y publicado en Transactions, proceedings and report, Royal Society of South Australia 6: 107 1883.
Etimología
Dimorphocoma: nombre genérico que proviene del griego dis = "dos veces";  morphe = "forma" y kome = "pelo": en alusión a las cerdas y las escalas que forman el vilano.